# Michèle Debouverie
Michèle Debouverie (22 april 2001) is een Belgisch model dat werd gekroond tot Miss Charity 2021.
Debouverie deed in 2019 mee aan de selecties voor Miss België, maar moest wegens een knieblessure opgeven. In 2020 behaalde zij haar diploma aan de Sint-Paulusschool.
In oktober 2020 werd Debouverie gekroond tot 1ste eredame Miss West-Vlaanderen 2021. Bij de verkiezing voor Miss België 2021 op 31 maart 2021 eindigde Debouverie op de 22e plaats. Wel werd zij verkozen tot Miss Charity 2021.